# Secretaría Anticorrupción y Buen Gobierno
La Secretaría de la Función Pública és un organisme de l'Estat mexicà que tenia com a propòsit coordinar, avaluar i vigilar l'exercici públic del govern federal. El 8 de setembre de 2009, Felipe Calderón Hinojosa va anunciar la seva desaparició davant les fortes crítiques generades per aquesta dependència i com una necessària mesura d'austeritat en el marc de la crisi que afecta a Mèxic de 2008 a 2009. Es troba en desaparició, ja que el govern d'Enrique Peña Nieto va fixar entre els seus compromisos la creació de la Comissió Nacional Anticorrupció.

## Funcions
- Organitzar i coordinar el sistema de control i avaluació governamental. Inspeccionar l'exercici de la despesa pública federal, i la seva congruència amb els pressupostos de despeses.
- Expedir les normes que regulin els instruments i procediments de control de l'Administració Pública Federal, per a això podrà requerir les dependències competents, l'expedició de normes complementàries per a l'exercici del control administratiu.
- Vigilar el compliment de les normes de control i fiscalització així com assessorar i donar suport als òrgans de control intern de les dependències i entitats de l'Administració Pública Federal.
- Establir les bases generals per a la realització d'auditories en les dependències i entitats de l'Administració Pública Federal, així com realitzar les auditories que calguin a les dependències i entitats en substitució o suport dels seus propis òrgans de control.
- Dirigir, organitzar i operar el Sistema de Servei Professional de Carrera en l'Administració Pública Federal en els termes de la Llei de la matèria, dictant les resolucions conduents en els casos de dubte sobre la interpretació i abastos de les seves normes.
- Realitzar, per si o a sol·licitud de la Secretaria d'Hisenda i Crèdit Públic o de la coordinadora del sector corresponent, auditories i avaluacions a les dependències i entitats de l'Administració Pública Federal, amb l'objecte de promoure l'eficiència en la seva gestió i propiciar el compliment dels objectius continguts als seus programes.
- Rebre i registrar les declaracions patrimonials que hagin de presentar els servidors públics de l'Administració Pública Federal, i verificar el seu contingut mitjançant les recerques que fossin pertinents d'acord amb les disposicions aplicables.
- Conèixer i investigar les conductes dels servidors públics, que puguin constituir responsabilitats administratives; aplicar les sancions que corresponguin en els termes de llei i, si escau, presentar les denúncies corresponents davant el Ministeri Públic, prestant-se para tal efecte la col·laboració que li anàs requerida.
- Administrar els immobles de propietat federal, quan no estiguin assignats a alguna dependència o entitat.
- Formular i conduir la política general de l'Administració Pública Federal per establir accions que propiciïn la transparència en la gestió pública, la rendició de comptes i l'accés per part dels particulars a la informació que aquella generi.

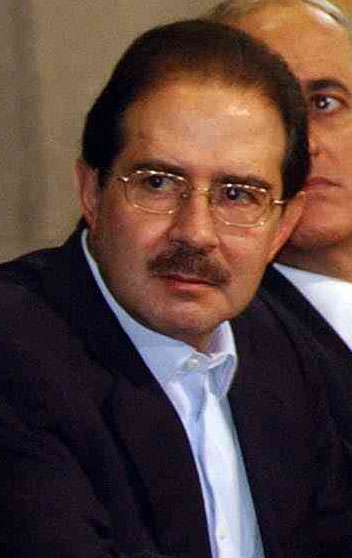
Eduardo Romero Ramos, 2003-2006

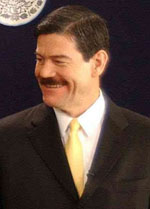
Francisco Barrio, 2000-2003

## Organigrama
Per dur a terme aquestes funcions la Secretaria de la Funció Pública compta amb les següents unitats:
- Subsecretaría de la Función Pública
- Subsecretaría de Control y Auditoría de la Función Pública
- Subsecretaría de Responsabilidades Administrativas y Contrataciones Públicas (Reforma al reglament interior 2011)

## Òrgans Administratius Desconcentrats i Entitats
Per dur a terme aquestes funcions, la Secretaria compta amb les següents unitats:
- Instituto de Administración y Avalúos de Bienes Nacionales

## Denominacions anteriors
Des de la seva creació el 1983 amb la denominació de Secretaría de la Contraloría General de la Federación, la secretaria ha tingut els següents canvis de denominació:
- (1982 - 1994): Secretaría de la Contraloría General de la Federación.
- (1994 - 2003): Secretaría de Contraloría y Desarrollo Administrativo.
- (2003 - actualitat): Secretaría de la Función Pública.

## Llista de Secretaris de la Funció Pública de Mèxic

### Secretaría de la Contraloría General de la Federación
- Gobierno de Miguel de la Madrid (1982 - 1988)
  - (1983 - 1987): Francisco Rojas Gutiérrez
  - (1987 - 1988): Ignacio Pichardo Pagaza
- Gobierno de Carlos Salinas de Gortari (1988 - 1994)
  - (1988 - 1994): María Elena Vázquez Nava

### Secretaría de la Contraloría y Desarrollo Administrativo
- Govern d'Ernesto Zedillo (1994 - 2000)
  - (1994 - 1995): Norma Samaniego
  - (1995 - 2000): Arsenio Farell Cubillas
- Govern de Vicente Fox (2000 - 2006)
  - (2000 - 2003): Francisco Barrio Terrazas

### Secretaría de la Función Pública
- - (2003 - 2006): Eduardo Romero Ramos
- Govern de Felipe Calderón Hinojosa (2006 - 2012)
  - (2006 - 2007): Germán Martínez Cázares
  - (2007 - 2011): Salvador Vega Casillas
  - (2011 - 2012): Rafael Morgan Ríos
- Govern d'Enrique Peña Nieto (2012 - actualitat)
  - (2012 - 2013): Julián Alfonso Olivas Ugalde

## Desaparició
La Secretaria de la Funció Pública es troba actualment en procés de desaparició, ja que es crea l'òrgan constitucional autònom en matèria anticorrupció i que aquest entri en funcions, conforme a les disposicions constitucionals i legals que li donessin existència jurídica.
Això de conformitat amb el segon article transitori del Decret pel qual es modifiquen els articles 26, 31, 37, 44, i 50 de la Llei Orgànica de l'Administració Pública Federal.
Va ser dissolta en 2013, sent derogada (article 37) en la Llei Orgànica de l'Administració Pública Federal el 2 de gener de 2013.